# Szpirídon Athanaszópulosz
Szpirídon Athanaszópulosz (görögül: Σπυρίδων Αθανασόπουλος; ?–?) olimpiai ezüstérmes görög tornász.
Az 1896. évi nyári olimpiai játékokon indult tornában, a csapat korlát számban, és ezüstérmes lett három másik társával együtt.